# A Elefanta do Mágico
The Magician's Elephant (bra/prt: A Elefanta do Mágico) é um filme americano de animação digital do gênero fantasia de aventura dirigido por Wendy Rogers, escrito por Martin Hynes e produzido por Julia Pistor. Baseado no romance homônimo de 2009 de Kate DiCamillo, o filme apresenta as vozes de Noah Jupe, Mandy Patinkin, Natasia Demetriou, Benedict Wong, Miranda Richardson e Aasif Mandvi, com animação fornecida pela Animal Logic.
The Magician's Elephant foi lançado em 17 de março de 2023, pela Netflix.

## Sinopse
O jovem Peter está procurando por sua irmã há muito tempo perdida, Adele. Uma cartomante diz a ele para encontrar um mágico com um elefante.

## Elenco
- Noah Jupe como Peter
- Benedict Wong como o Mágico
- Pixie Davies como Adele, irmã de Peter
- Sian Clifford
- Brian Tyree Henry
- Aasif Mandvi
- Mandy Patinkin
- Miranda Richardson
- Cree Summer
- Lorena Toussaint
- Natasia Demetriou[4]
- Dawn French[4]

## Produção
Em 17 de agosto de 2009, a 20th Century Fox anunciou que Martin Hynes adaptaria um romance intitulado The Magician's Elephant, que ainda não havia sido lançado, em um longa-metragem. Nesse mesmo anúncio, Julia Pistor também foi confirmada como produtora do filme. Em 15 de dezembro de 2020, depois de definhar no inferno do desenvolvimento por vários anos, foi anunciado que Pistor havia levado o filme para a Netflix, que adquiriu os direitos do livro e do roteiro para desenvolver o longa-metragem como um filme de animação, com a Animal Logic trabalhando na animação. No mesmo anúncio, Noah Jupe, Benedict Wong, Pixie Davies, Sian Clifford, Brian Tyree Henry, Mandy Patinkin, Miranda Richardson, Cree Summer e Lorraine Toussaint foram escalados para estrelar o filme.

## Música
Em fevereiro de 2023, foi anunciado que Mark Mothersbaugh seria o compositor da trilha sonora do filme.

## Lançamento
The Magician's Elephant está agendado para ser lançado em 17 de março de 2023, pela Netflix.